# Прооза
Прооза (эст. Proosa kivikalmistu) — комплекс каменных могильников среднего железного века (V—VI вв.) на крайнем северо-западе Эстонии, на берегу реки Пирита в посёлке Лоо волости Йыэляхтме уезда Харьюмаа, в 10 км восточнее Таллина.
Памятник находится в нескольких сотнях метрах к северо-западу от жилых домов работников птицефабрики Tallegg (ранее Таллинская ордена Трудового Красного Знамени опорно-показательная птицефабрика имени 60-летия Великого Октября). Археологическими раскопками в 1970—1980-х годах руководил Каупо Деемант.
В каменных могильниках в Прооза найдено большое количество изделий из Готланда и средней Швеции: украшений, оружия, деталей одежды. Некоторые погребения совершены в ладье. Предполагается, что часть населения Проозы была выходцами из Хельгё.
Среди находок — ножны для меча эпохи Великого переселения народов (V—VI вв.).